# Oskar Saenger
Oskar August Saenger (ur. 4 sierpnia 1873 w Warszawie, zm. 4 lutego 1930 w Berlinie) – przedsiębiorca przemysłu papierniczego, pochodzenia niemieckiego, prezes zarządu Spółki Pabianickiej Fabryki Papieru „Rob Saenger”.

## Życiorys
Był jedynym synem Roberta Saengera – właściciela fabryki papieru w Pabianicach. Po śmierci ojca w 1878, rodzinnym przedsiębiorstwem do 1894 zarządzał spokrewniony z jego matką Artur Steinhagen. Do tego czasu, Saenger ukończył naukę w szkole średniej w Warszawie, następnie studia na Politechnice Ryskiej i w Akademii Handlowej w Wiedniu. Następnie odbywał praktykę w zagranicznych fabrykach papieru. Po przejęciu zarządu nad fabryką ojca w 1894, rozwijał przedsiębiorstwo, otwierając jego filię w nabytej fabryce celulozy i papieru we Włocławku.
Udziały w spółce akcyjnej Saengera nabyły francuskie przedsiębiorstwa – Paribas Banque de Paris et des Pays Bas i wydawnictwo Hachette. Jego firma osiągała na tyle dużą produkcję papieru, że była w stanie zaopatrywać rynek francuski, brytyjski oraz rynki krajów południowej Afryki.
W 1925 Był współzałożycielem spółki (wraz z Janem Gessnerem i Józefem Gliszczyńskim) „Towarzystwo Budowy i Eksploatacji Podmiejskiej Linii Tramwajowej Warszawa – Placówka – Izabelin”, mającej na celu uruchomienie linii tramwajowej, która zrealizowała odcinek łączący cmentarz wojskowy na Powązkach z Piaskami w 1926 roku.
Był twórcą przedsiębiorstwa przemysłu leśnego „Rozwadów-Kępa”. Był zaangażowany w powołanie Polskiego Towarzystwa Handlu z Rosją „Polros” i Polsko-rosyjskiego Towarzystwa Handlowego „Sowpoltorg”. Należał do Zarządu Centralnego Związku Przemysłu, Finansów i Górnictwa, zarządu Automobilklubu Polskiego (od 1910), prezydium rady „Lewiatana”, komitetu Dyskontowego Banku Polskiego, a także członkiem rad lub zarządów: Spółki „Lilpop, Rau i Loewenstein”, Banku Zachodniego, Zakładów Ostrowieckich. Był założycielem Banku Prywatnego w Warszawie, przekształconego w Bank Szwajcarsko-Polski i – prezesem Związku Fabryk Celulozy.
Saenger ponadto wybudował kilka rezydencji, m.in. pałacyk Papierni w Pabianicach oraz pałac w Milanówku.

### Życie prywatne
Był synem Roberta Saengera (zm. 1878) i Marii z domu Knothe. Para nie miała dzieci. Spadek po Saengerze otrzymała jego żona, a także siostra – Wanda Ike-Duninowska, wdowa po baronie Karolu Albercie Ike-Duninowskim.
Został pochowany rodzinnym grobie na cmentarzu ewangelicko-augsburskim w Warszawie.

## Odznaczenia
- Krzyż Komandorski Orderu Odrodzenia Polski (1927)[7][8]
- Order Legii Honorowej (1930)[1]